# 奧謝什蒂鄉
46°46′N 27°28′E / 46.767°N 27.467°E
奧謝什蒂鄉（羅馬尼亞語：Comuna Oșești, Vaslui），是羅馬尼亞的鄉份，位於該國東北部，由瓦斯盧伊縣負責管轄，面積51平方公里，海拔高度220米，2007年人口3,284，人口密度每平方公里64人。